# Політична діяльність
Політична діяльність — невіддільна частина загальної людської діяльності, специфічна сутність, якої полягає в сукупності дій окремих індивідів і великих соціальних груп, спрямованих на реалізацію їхніх політичних інтересів, насамперед завоювання, утримання і використання влади.
Слід розрізняти політичну діяльність від політичної дії та поведінки.

## Риси політичної діяльності
Як одна із видів людської діяльності взагалі політична діяльність має специфічні ознаки:
- Політична діяльність має відношення до задоволення безпосередніх потреб людини
- Є публічно-влацифічно творчою діяльністю, в якій поєднуються раціональні та ірраціональні чинники.
- Політична діяльність одночасно виступає і як наука і як мистецтво.

## Мотиваціяполітичної діяльності
В загальних рисах можна виокремити чотири основні мотиваційні чинники до участі в політичній діяльності:
- загальне благо
- самореалізація
- задоволення індивідуальних інтересів
- прагнення до влади

Вебер акцентує на тому, що успіх політичної діяльності буде залежати не тільки від мотивації лідера, для якого віра і відданість ідеї є неодмінною умовою, але і від мотивів його оточення:

| «Те, що він (лідер) фактично досягає в таких умовах, знаходиться тому зовсім не в його руках, але визначено наперед тими збільшого низькими мотивами дій його світи, які можна утримувати доти, доки чесна віра в його особистість і в його справу надихає щонайменше частину товариства таким чином, аби надихати хоча б більшість» [1] |
Єжи Вятр називає такі основні мотиви у політичній діяльності:
- соціоцентричні
- егоцентричні

## Структура та форми політичної діяльності
Політична участь - це тимчасові дії, спрямовані на виявлення власних інтересів або впливу на політичну владу з метою їх реалізації. Виявляється у формах: вибори (як передача владних повноважень), мітинг, колективні збори, маніфестація, демонстрація).
За критерієм манери політичної діяльності виокремлюється екстремістський та компромісно-консенсусний стилі політичної діяльності.
Макс Вебер розрізняє:
1. Випадкову участь у політичній діяльності
2. Політичну діяльність за сумісництвом
3. Професійну політичну діяльність

За інтенсивністю політичної діяльності виокремлюють:
- реакція на політичні процеси
- участь у періодичних діях
- діяльність у політичних організаціях
- виконання політичних функцій в рамках політичних інститутів
- пряма політична дія проти існуючої політичної системи